# Guy de Larigaudie

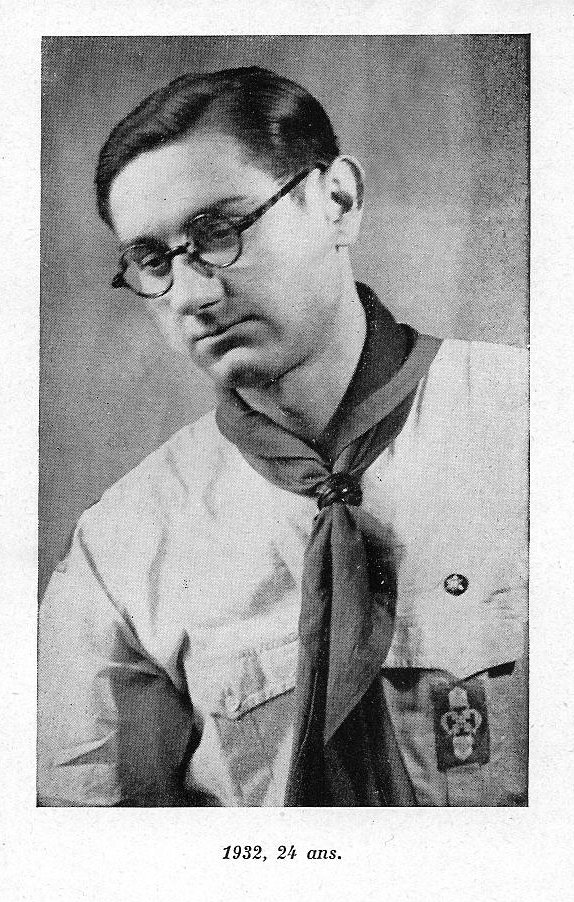
Guy de Larigaudie (1932)

Guillaume Boulle de Larigaudie, bekannt auch als Guy de Larigaudie (* 19. Januar 1908 in Paris; † 11. Mai 1940 in Musson, Belgien), war ein französischer Pfadfinder, Autor, Redner und Journalist.

## Leben

### Kindheit
Guy de Larigaudie verbrachte einen Großteil seiner Kindheit im Herrenhaus Les Gerauds in Saint-Martin-de-Ribérac, in der Provinz Périgord. Er sagte, dass er dieses Leben im Kontakt mit der Natur und das traditionelle Leben in Périgord liebe, und beschrieb es später in Le Chant de vieux pays.
Als seine Eltern sich in Paris niederließen, besuchte er zunächst die Schule Rocroy Saint-Léon, danach ab der dritten Klasse bis zum Baccalauréat das Kolleg in der Rue de Madrid.

### Jugend
Er trat im Oktober 1923 der Pfadfinder-Gruppe Saint-Augustin in Paris bei. Sechs Monate später legte er auf einer Waldlichtung in der Île-de-France sein Versprechen ab. Er erhielt den Namen Panthère au beau soleil (dt. Panther in der schönen Sonne). Später wurde er Leiter und Rover. Er suchte nach seiner Berufung und überlegte, Missionar zu werden. 1926 trat er in das Seminar von Issy-les-Moulineaux ein, doch bald erstickte er in dessen Mauern. Im Sommer 1927 kehrte er in den Périgord zurück, um sich auszuruhen und ein Gleichgewicht zwischen seinen Bestrebungen und seinen Möglichkeiten zu finden.
1929 schickten ihn seine Eltern nach Villard-de-Lans, um seine Heilung zu beschleunigen. Dort wurde er wieder gesund und entdeckte seine Begeisterung zum Skifahren und seine Berufung zum Schreiben.
Im Oktober 1930 leistete er seinen Wehrdienst im Kürassier-Regiment, das in Verdun stationiert war. Er begeisterte sich für Pferde. Er absolvierte ein Praktikum in Saumur und wechselte zu den Dragonern in Épernay. 1930 hielt er sich wieder in den Bergen auf. Dort entstand die Idee zu seinem Buch La Legend du Ski, das er 1940 veröffentlichte. Danach kehrte er nach Paris zurück, wo er Truppenführer in Montmartre war. Er dachte an eine militärische Karriere, beendete den Dienst aber 1931 und war danach arbeitslos.

### Journalist fürScout
Ab 1933 arbeitete er regelmäßig an der Zeitschrift Scout der Scouts de France mit, die seine ersten Kurzgeschichten unter dem Anagramm Yug veröffentlichte. In diesem Jahr erschien sein erster Roman.
1934 schloss sich Guy de Larigaudie, Sondergesandter seiner Zeitschrift, der französischen Delegation an, die zum Jamboree der Pfadfinder in Frankston in Australien eingeladen war. Er ging in Toulon auf dem Passagierschiff Oronsay mit etwa zwanzig Pfadfinderkollegen an Bord. Über Port Said, Suezkanal, Aden, Colombo fuhr er nach Sydney; zurück ging die Reise über Neukaledonien, Tahiti, Panama, Antillen usw.
1935 fuhr er an Bord des Passagierschiffes Normandie in die Vereinigten Staaten, die er auf drei Routen durchquerte: von New York nach Los Angeles, entlang der Küsten des Pazifischen Ozeans und von Grande Prairie, Minneapolis, Detroit bis Quebec. Von San Francisco aus reiste er 1936 zu den Pazifikinseln. Diese Reisen lieferten den Stoff für seine beiden Bücher Par trois routes américaines und Résonance du Sud.

### Autofahrt von Paris nach Saigon
Im Jahr 1937 begab sich Guy de Larigaudie in Begleitung des Pfadfinders Roger Drapier auf die erste Autofahrt von Paris nach Saigon. Die 70.000 km fuhren sie mit einem alten Ford 19 CV 4 Zylinder, der auf den Namen Jeannette getauft wurde. Nach Genf, Wien, Budapest, Belgrad und Sofia fuhren sie über Palästina nach Afghanistan und Indien. Der weitere Weg war mangels genauer Informationen und Landkarten ein Abenteuer durch ein großteils unbekanntes und vor allem schwer zugängliches, zerklüftetes Gebiet. In Saigon schließlich fand 1938 ein imposantes Pfadfinderfest auf dem Gelände des großen Stadions statt. Nach seiner Rückkehr in Frankreich am 4. Juli 1938 im Hafen von Marseille erzählte Larigaudie einem Journalisten von Radio Paris von seiner Reise.

### Tod
Bei der Erklärung des Zweiten Weltkrieges im September 1939 trat Guy de Larigaudie dem 11. Kürassier-Regiment im Lager Mailly bei. Er wurde auf seinen Wunsch der 25. Pferdeaufklärungsgruppe zugeteilt.
Guy de Larigaudie fiel im Alter von 32 Jahren am 11. Mai 1940 bei einem Nahkampf mit der deutschen Wehrmacht in einem Wald bei Musson (Region Virton in Belgien).

### Nachwirken
Die Spiritualität von Guy de Larigaudie inspiriert immer noch viele katholische Pfadfinderbewegungen auf der ganzen Welt.
Sein Name ist im Panthéon in der Liste der während des Krieges 1939–1945 gefallenen Schriftsteller auf einer Tafel rechts neben dem Altar erwähnt.
In Belfort wurde im Sommer 1942 während eines geheimen Pfadfinder-Camps aus Patrouillen der Ältesten der drei Gruppen von Belfort ein Clan Guy de Larigaudie gegründet. Sie nahmen fünf Wochen lang von September bis November 1944 an den sehr heftigen Kämpfen um Belfort teil. Elf der vierundzwanzig Pfadfinder starben für Frankreich. Die Medaille des französischen Widerstandes wurde dem Clan Guy de Larigaudie de Belfort durch Dekret vom 24. April 1946 verliehen.
Seit seinem Tod ehren viele Pfadfindergruppen das Andenken an Guy de Larigaudie in Frankreich, Belgien (in Halanzy), in Deutschland, in Argentinien, in Brasilien, in Italien, in Polen, in Singapur oder in Vietnam.

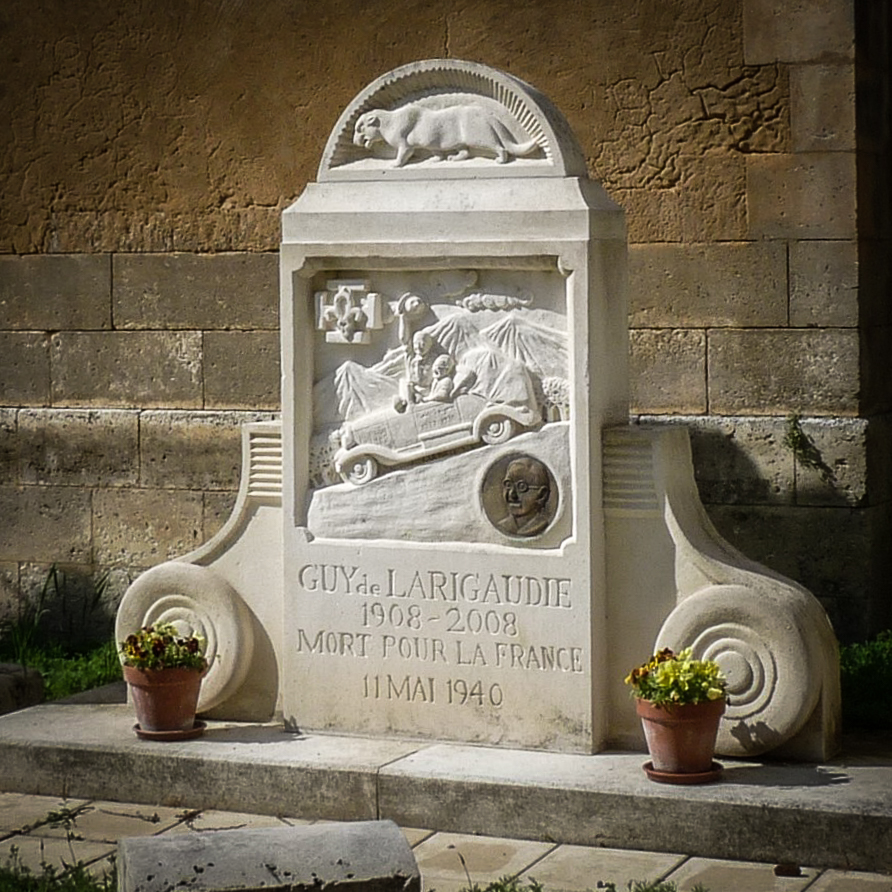
Stele anlässlich des 100. Geburtstages von Guy de Larigaudie in Saint-Martin-de-Ribérac errichtet

Das Andenken an Guy de Larigaudie wird besonders in Saint-Martin-de-Ribérac gepflegt, wohin seine sterblichen Überreste nach dem Ende des Zweiten Weltkrieges durch den Verein Guy de Larigaudie gebracht wurden, der ein Museum geschaffen hatte, das viele Zeugnisse und Objekte sammelt: L’Escale Guy de Larigaudie. Ein Wanderweg, der durch die Orte führt, an denen Guy de Larigaudie seine Jugend verbrachte, trägt auch seinen Namen. Anlässlich seines 100. Geburtstages im Jahr 2008 wurde am Fuß der Kirche Saint-Martin-de-Ribérac eine Stele errichtet. In Ribérac gibt es eine Allee, die seinen Namen trägt.
Die Autofahrt bis Saigon hat Nachahmer gefunden: So gab es eine Fahrt mit einem Citroën 2 CV im Jahr 2003 oder mit einem Motorrad mit Beiwagen im Jahr 2017. Seine Expeditionen waren Anregung für die Reisen von Bertrand Poirot-Delpech, Jean Raspail, Dominique Lapierre und Thomas Goisque.
Eine Schule in Musson in Belgien trägt seinen Namen.

## Werke

### Werke für die Jugend
- Yug. Reihe Le feu de camp. Jean de Gigord 1934. Neuauflage: Édititions Delahaye 2004. ISBN 978-2-35047-000-9
- Raa la buse. Reihe Le feu de camp. Jean de Gigord 1935.
- L’Îlot du grand étang. Reihe Le feu de camp. Jean de Gigord 1936. Deutsch: Insel im grossen Teich gefolgt von Harka, der Barsoi. Spurbuchverlag 1991. ISBN 978-3-88778-009-8
- Le Tigre et sa panthère. Reihe Signe de piste. Alsatia 1937. Deutsch: Tiger und Panther. Spurbuchverlag 1988. ISBN 978-3-88778-007-4
- Yug en terres inconnues. Reihe Le feu de camp. Jean de Gigord, 1938.
- La Frégate aventurière. Reihe Signe de piste. Alsatia 1938.
- Harka le barzoï. Reihe Le feu de camp. Jean de Gigord 1939
- La Légende du ski. Illustration von Samivel. Éditions Delagrave, 1940

### Reiseberichte
- Vingt scouts autour du monde. Desclée de Brouwer 1935.
- Par trois routes américaines. Desclée de Brouwer 1937.
- Résonances du Sud. (Bericht über seine Reise nach Polynesien.) Plon, Paris, 1938. Deutsch: Fahrt in die Sonne. Erinnerungen aus der Südsee. Roven 1961.
- La Route aux aventures. (Bericht über seine Fahrt von Paris nach Saigon.) Plon, Paris, 1939.

### Postume Werke
- Étoile au grand large. Suivi du Chant du vieux pays. (Spirituelles Testament.) Seuil, Paris, 1943. ISBN 2-02-002965-0.
- Le Beau Jeu de ma vie. (Sammlung von Korrespondenzen.) Seuil, Paris, 1948. ISBN 978-2-02-002981-0. Deutsch: Das schöne Spiel meines Lebens. Die Brigg 1958.